# Sami Trabelsi
Sami Trabelsi (in arabo سامي الطرابلسي‎?; Sfax, 4 febbraio 1968) è un allenatore di calcio ed ex calciatore tunisino, di ruolo difensore.

## Palmarès

### Competizioni nazionali
- Tunisian League: 1

Sfaxien: 1994-1995
- Tunisian President Cup: 1

Sfaxien: 1994-1995
- Qatar Crown Prince Cup: 1

Al-Rayyan: 2000-2001

### Titoli internazionali
- Coppe CAF: 1

Sfaxien: 1998